# Donkey Kong Country
Donkey Kong Country és un videojoc de plataformes per a la Super Nintendo protagonitzat per Donkey Kong.

## Argument
En el joc, Donkey Kong té un nou company, Diddy Kong. Ambdós han de recuperar el carregament robat de bananes de mans de King K. Rool. Altres personatges inclosos en el joc són Candy Kong, Funky Kong, i Cranky Kong (qui aparenta ser l'original Donkey Kong que va barallar-se amb Mario i l'avi de l'actual Donkey Kong) És també el primer Donkey Kong que es desenvolupa en el seu territori, amb la creació de l'Illa de Donkey Kong. Altra característica nova que identifica al joc és la capacitat que tenen els dos personatges principals per a utilitzar peixos espasa, estruços, rinoceronts i granotes per a moure's en el joc. La idea principal del mateix és anar passant una sèrie de pantalles en diferents "mons" on cadascun presenta al final un gran enemic que ha de ser vençut per a poder avançar al pròxim "món". Els "mons" estan representats per seccions del que seria Illa de Donkey Kong.

## Gràfics
El joc de Donkey Kong Country va ser molt revolucionari en l'aspecte gràfic, sent el primer joc comercial per a videoconsoles de la llar a utilitzar gràfics 3-D pre-renderitzats. Una tècnica també utilitzada en el joc de la companyia Rare, Killer Instinct. Més endavant molts videojocs van utilitzar també el pre-render 3-D juntament amb objectes completament 3-D. Rare prengué un risc financer significativament alt al comprar el costós equip SGI utilitzat per a generar gràfics renderitzats. Si el joc no haguera estat comercialment exitós, és probable que la companyia haguera quedat en fallida.
El productor de Nintendo Shigeru Miyamoto va criticar negativament en una ocasió al Donkey Kong Country, indicant que Donkey Kong Country provava que els jugadors podien tolerar un videojoc amb jugabilitat mediocre mentre l'art fóra bo." A més, anys després del seu llançament, el joc fou esmentat a la llista de Electronic Gaming Monthly de jocs sobrevalorats.

## Música
Donkey Kong Country incloïa també una popular banda de so que va ser llançada en format CD sota el nom de DK Jamz. Els compositors Robin Beanland, Eveline Fischer i Dave Wise van col·laborar per a produir aquest conjunt de música inspirada en la selva. El disc conté un total de 20 pistes.
La banda de so posseïa també una col·laboració d'OC ReMix dita Kong in Concert." 